# Sarah McLeod
Sarah McLeod (ur. 18 lipca 1971 w Putāruru, Nowa Zelandia) – nowozelandzka aktorka filmowa i telewizyjna. Najbardziej znana jest z roli w filmach Petera Jacksona Władca Pierścieni: Drużyna Pierścienia oraz Władca Pierścieni: Powrót króla w których zagrała postać Róży Cotton. Jej córka Maisy grała rolę dziecka Róży i Sama Gamgee.

## Filmografia
- We're Here to Help (2007) jako Liz Greville
- Doves of War (2006) jako Grace
- Skin & Bone (2003) jako Cath
- Władca Pierścieni: Powrót króla (2003) jako Róża Cotton
- Władca Pierścieni: Drużyna Pierścienia (2001) jako Róża Cotton
- A Twist in the Tale (1999) jako Nicky (jeden odcinek)
- Via Satellite (1998)
- Get Real (1996)
- Forgotten Silver (1995)
- The Conversation (1995)
- The Last Tattoo (1994)